# Boris Palu
Boris Palu (Francia, 4 de febrero de 1996) es un jugador profesional francés de rugby que se desempeña en la posición de segunda línea en Racing 92, equipo perteneciente a la liga Top 14.

## Carrera
Palu es un jugador de formación francesa (JIFF). En 2008 comenzó su carrera deportiva con el equipo Maison-Laffitte Saint-Germain Poissy Rugby, en el cual jugó dos temporadas (2008-2010), después pasó a Racing 92, donde lleva jugando catorce temporadas.